# Villa di Serio
Villa di Serio [ˈvilːa diˈseːɾjo] (Éla de Sère [ˈela dɛˈsɛɾɛ] in dialetto bergamasco) è un comune italiano di 6 522 abitanti posto all'imbocco della val Seriana, della provincia di Bergamo, in Lombardia. Dista circa 7 chilometri dal capoluogo orobico. Il comune fa parte della Comunità montana della Valle Seriana.
Villa è anche chiamato "paese dei parchi" per i molti parchi presenti nel territorio comunale, come il principale Parco Carrara, vicino alla piazza del mercato.

## Geografia fisica

### Territorio

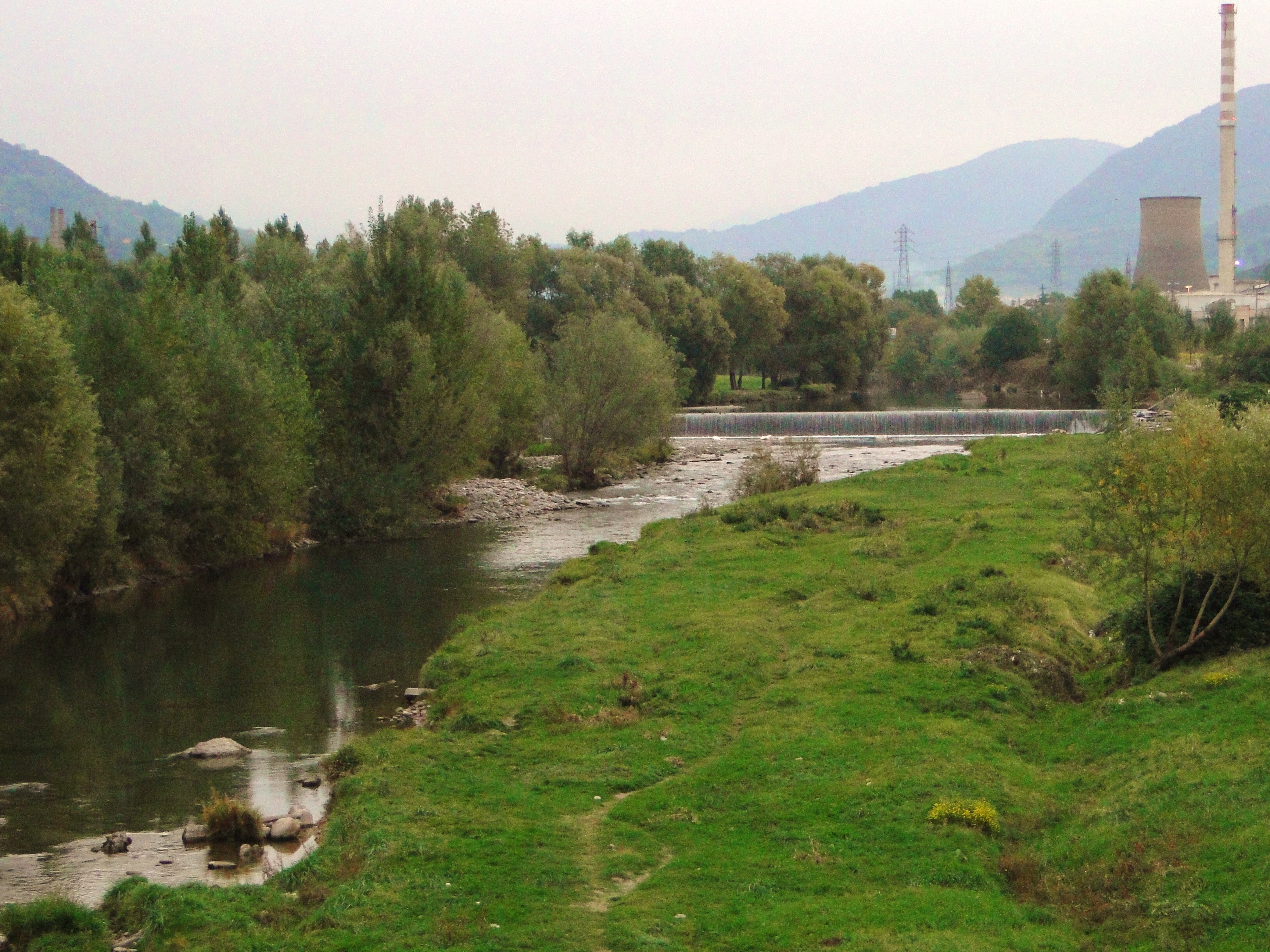
L'area alluvionale lungo il fiume Serio

Il territorio comunale di Villa di Serio è interamente situato sulla sinistra orografica della Val Seriana, allo sbocco di essa verso la pianura, ad un'altezza compresa tra i 260 del fondovalle e i 501 m s.l.m. della costa Ovest della valle Gavarnia, principale rilievo del comune.
Territorialmente è delimitato dal corso del Serio, che lo suddivide a Nord dai comuni di Nembro ed Alzano Lombardo, mentre a Nord-Ovest è sempre il fiume a fare da confine con Ranica. A Sud è invece demarcato dal crinale dei monti Bastia (424 m s.l.m.) e del Roccolo (464 m s.l.m.) che sovrastano l'abitato e lo suddividono da Scanzorosciate, comune con il quale condivide anche parte del fondovalle. Infine ad est è il corso del torrente Gavarnia a fungere da limite con Gavarno, frazione di Nembro.
Il nucleo abitativo per secoli è rimasto circoscritto attorno al centro storico, raccolto attorno alla chiesa parrocchiale, eccezione fatta per alcuni edifici rurali (tra cui le cascine Fontana, Frana, Artifoni, Pasini, Pigna e Carrara) posti sulle pendici delle propaggini circostanti, concentrate in località Caselle, e nella piana alluvionale del Serio. Nella seconda parte del XX secolo il paese si è sviluppato arrivando fino quasi agli argini del fiume Serio, ma soprattutto spingendosi verso Sud al punto di fondersi con Scanzorosciate in un grande insediamento abitativo.
Per ciò che concerne la viabilità, il paese è collegato ai vicini comuni tramite una serie di strade comunali, mentre all'esterno dell'abitato si trova la S.P.35, arteria di scorrimento della valle.

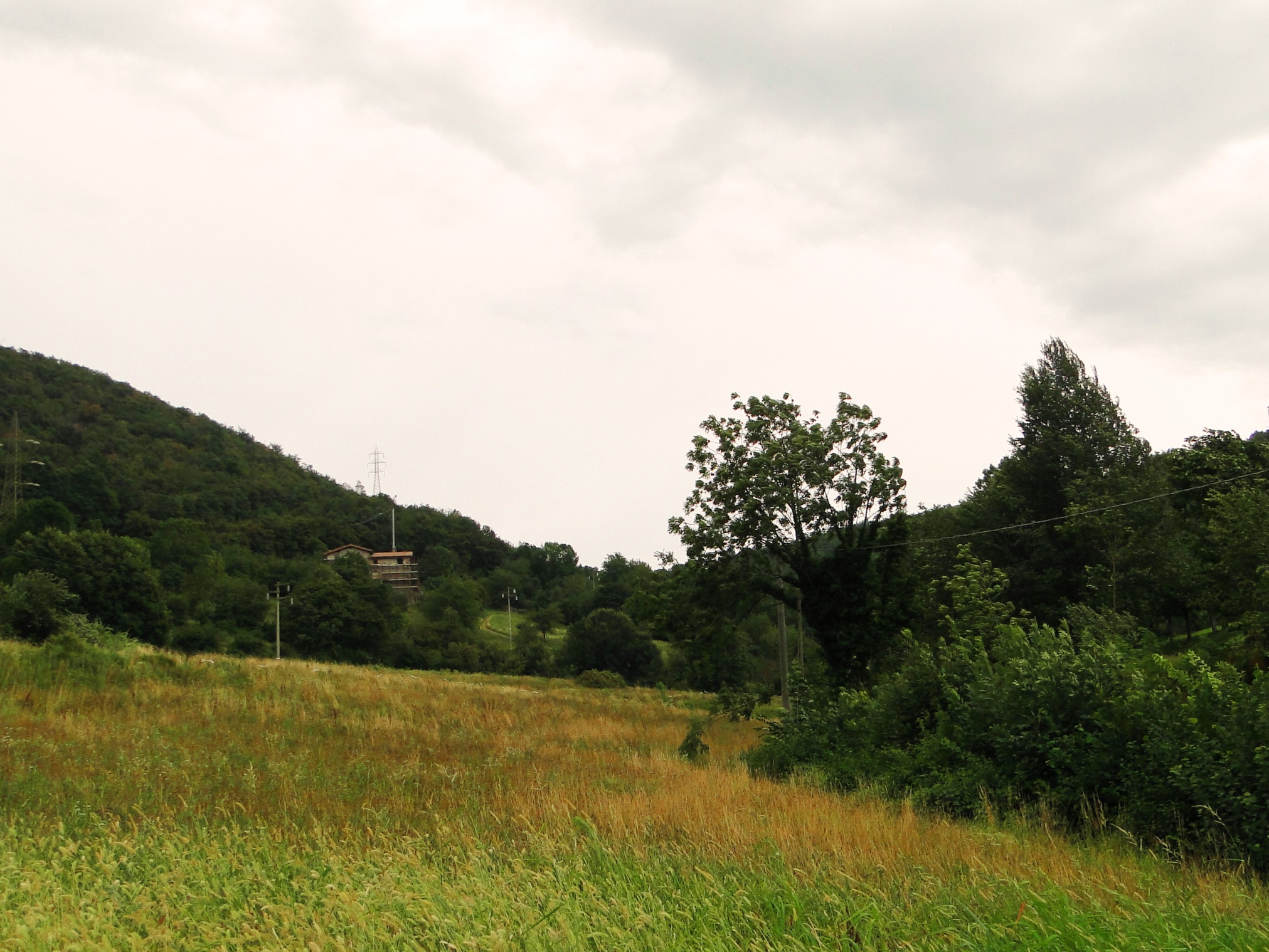
La val Capla

Per ciò che concerne l'idrografia, oltre al fiume Serio, vi sono anche altri corsi d'acqua che attraversano il territorio comunale. Il più conosciuto, sia in ambito storico che geografico, è il torrente Capla, che solca la piccola omonima valletta che si sviluppa tra il monte del Roccolo e la costa Ovest della valle Gavarnia e che raccoglie le acque di numerosi piccoli rivoli composti dalle acque in eccesso provenienti dai colli stessi. Discosto dall'abitato si trova inoltre il torrente Gavarnia, che percorre l'omonima valle e funge da divisione amministrativa con il borgo di Gavarno. La parte dell'abitato posta sul lato orografico destro infatti ricade nel comune di Nembro, mentre quella ubicata sul lato sinistro prende il nome di Rinnovata e risulta essere l'unica frazione del comune di Villa di Serio.
Notevole importanza è invece attribuibile ad un canale artificiale, denominato roggia Borgogna, che molto ha aiutato lo sviluppo agricolo ed industriale del territorio. Costruita nel periodo compreso tra il XII e il XIII secolo, prende vita in località Corna dei Dragoni a nord di Villa di Serio nei pressi della centrale termoelettrica Italgen, dopodiché scorre quasi completamente interrata. Ampliata sul finire dell'epoca medievale da Bartolomeo Colleoni, ricopriva un ruolo fondamentale per i possedimenti del condottiero posti presso le campagne della pianura orientale bergamasca, importanza che crebbe nel XIX secolo con l'espansione industriale.

## Storia

### Dalla preistoria alla dominazione romana

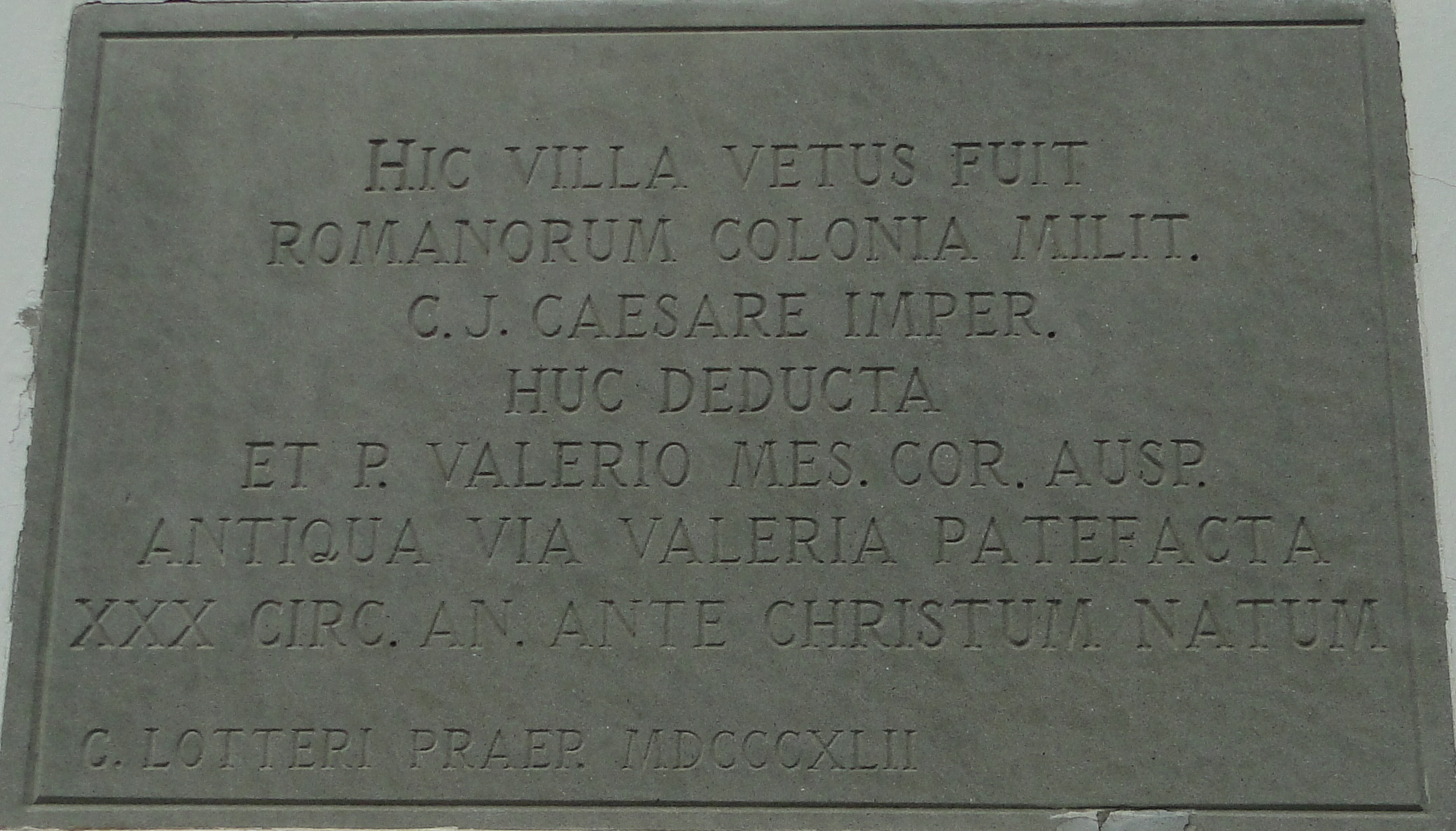
La lapide rievocativa, posta sulla cappelletta del Vago lungo l'antica via Valeria

I primi segni della presenza umana sul territorio villese risalgono all'epoca preistorica: tra questi si segnalano resti legati allo sfruttamento ed alla lavorazione della selce, rinvenuti sul monte Bastia, che dovrebbero risalire ad un periodo prossimo alla fase finale del paleolitico.
Si trattava in ogni caso di insediamenti sporadici, tanto che il livello di antropizzazione rimase molto basso per parecchi secoli: i primi stanziamenti fissi di una certa consistenza risalirebbero invece al VI secolo a.C., quando in quest'area si stabilirono gli Orobi, popolazione di origine ligure dedita alla pastorizia, a cui si aggiunsero ed integrarono, a partire dal V secolo a.C., le popolazioni di ceppo celtico, tra cui i Galli Cenomani.
A tal riguardo interessante è la scoperta, effettuata nel 1897 nei pressi del guado del fiume Serio che conduce alla località Viandasso (in comune di Ranica), di una tomba risalente al II secolo a.C., nella quale erano conservati un piatto, una fusarola, un piccolo disco, cinque fibule, due vasetti, tre assi e dieci anelli.
Tuttavia la prima vera e propria opera di urbanizzazione fu opera dei romani, che conquistarono la zona e la sottoposero a centuriazione, ovvero ad una suddivisione dei terreni a più proprietari, a partire dal I secolo d.C.. Questa opera assegnò appezzamenti più o meno vasti a coloni e veterani di guerra, di origine o acquisizione romana, i quali bonificarono i terreni al fine di poterli sfruttare per coltivazioni agricole ed allevamento di bestiame. Di tale epoca numerosi sono le testimonianze e i reperti, tra cui spiccano una tomba risalente all'età repubblicana in cui erano collocate monete, la più preziosa delle quali recava l'effigie di Ostiliano Augusto (databile attorno al 250 d.C.), ma anche alcuni sarcofagi del III e del IV secolo.
Il villaggio si trovava discosto in direzione nord rispetto a dove ora si sviluppa il centro storico, dal momento che era posto nella piccola valletta solcata dal torrente Capla. Questa era percorsa dalla strada denominata via Antiqua Valeria (così chiamata probabilmente dal nome del suo fondatore) che, tramite il passo del Cagnolo (un valico posto più a monte, nei pressi del monte del Roccolo), metteva in collegamento sia con la zona di Gorle, in cui era presente uno dei ponti più antichi della provincia, che con Scanzo e la val Cavallina, da cui poi si poteva accedere alla val Camonica. È quindi presumibile che il borgo, denominato Borgum Caplae e delimitato da due porte di accesso (denominate Caplae e Floris) fosse una sorta di avamposto a protezione della città di Bergamo, come testimoniato dalla presenza di una fortificazione fatta erigere in quei tempi sul colle sovrastante, che da allora viene appunto chiamato monte Bastia. Resti tangibili di tale complesso sono ricordati dalla lapide affissa sulla cappelletta posta sull'altura del Vago, a fianco del corso del torrente Capla.

### Il Medioevo

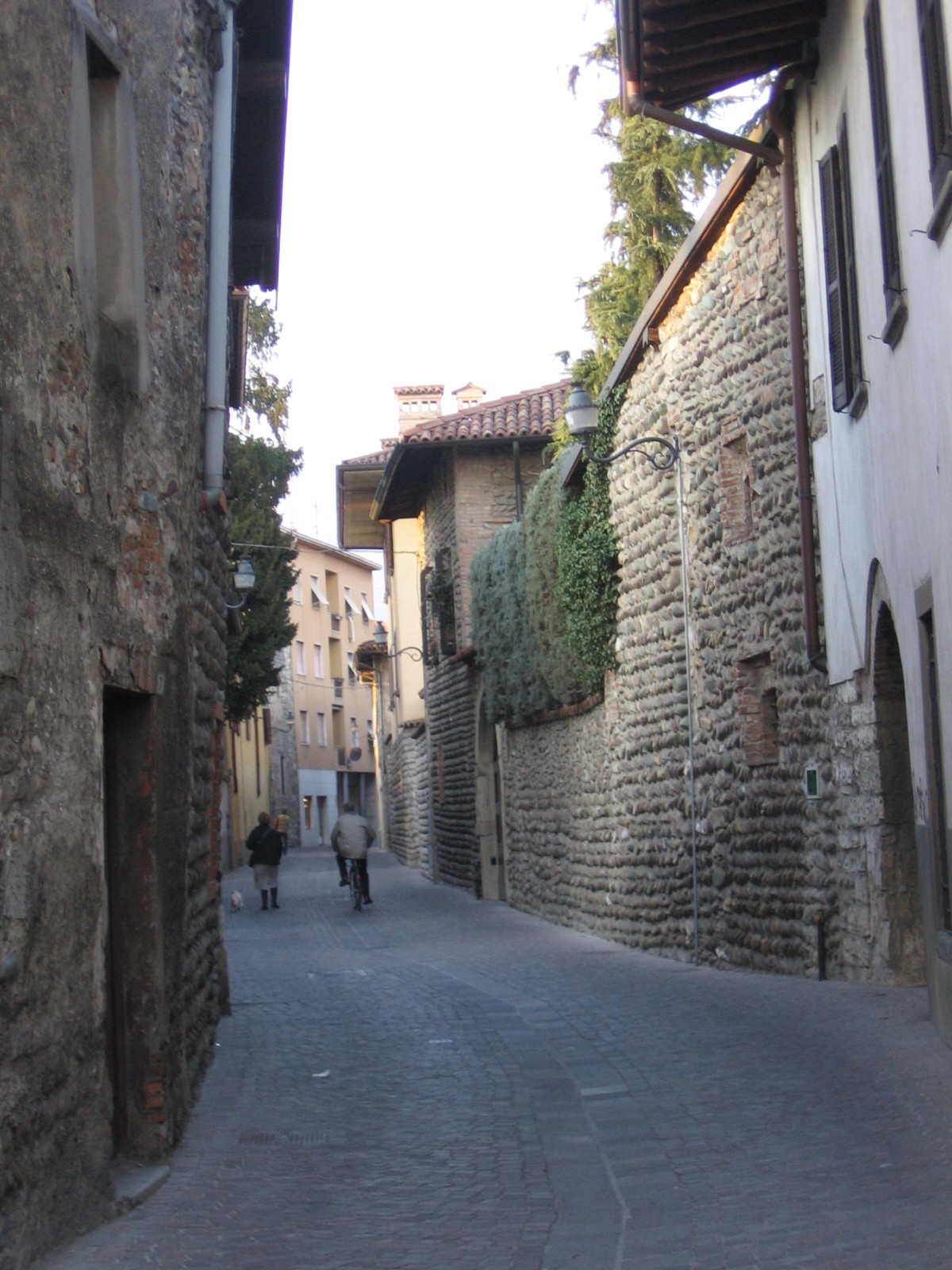
Il centro storico, di origine medievale

Il periodo successivo alla dominazione romana vide la zona soggetta alle invasioni barbariche, con la popolazione costretta a rifugiarsi in postazioni più elevate su colli e propaggini circostanti, in quanto considerate più sicure dalle scorrerie, con conseguente abbandono dei centri abitati.
Nel corso del VI secolo si verificò l'arrivo dei Longobardi, popolazione che si radicò notevolmente sul territorio, influenzando a lungo gli usi degli abitanti: si consideri infatti che il diritto longobardo rimase “de facto” attivo nelle consuetudini della popolazione fino al XV secolo.
Nell'VIII secolo ai longobardi subentrarono i Franchi che, al contrario dei predecessori, rimasero estranei alla vita sociale e politica dei territori assoggettati, nei quali instaurarono un sistema feudale, inserito nell'ambito del Sacro Romano Impero.
A tal riguardo nel 974 l'imperatore Ottone II investì Ambrogio I, vescovo di Bergamo, del titolo di “Signore delle terre della valle Seriana”, sulle quali aveva giurisdizione in ambito civile, penale ed ecclesiastico. Nel frattempo il borgo andava via via ripopolandosi, sviluppandosi verso l'area alluvionale del fiume Serio, in quella che è chiamata via Locatelli.
Di poco precedente è il primo documento in cui viene citato il nome del paese: è l'anno 857 quando, in una permuta di terre effettuata tra il vescovado e i possedimenti della chiesa di san Pietro in Scanzo, compare Villa Ripae Serii, ovvero borgo posto sulle rive del Serio. Con questo nome il paese verrà identificato fino al XV secolo quando verrà sostituito dall'attuale Villa di Serio.
La fase successiva è piuttosto scarna di eventi, anche e soprattutto per via della mancanza di ulteriori documenti o atti: si sa che a Nord dell'abitato, nella zona detta delle Glere, si trovava un guado molto utilizzato che permetteva di raggiungere la località Viandasso, a Ranica.

### Dal periodo comunale alle lotte di fazione

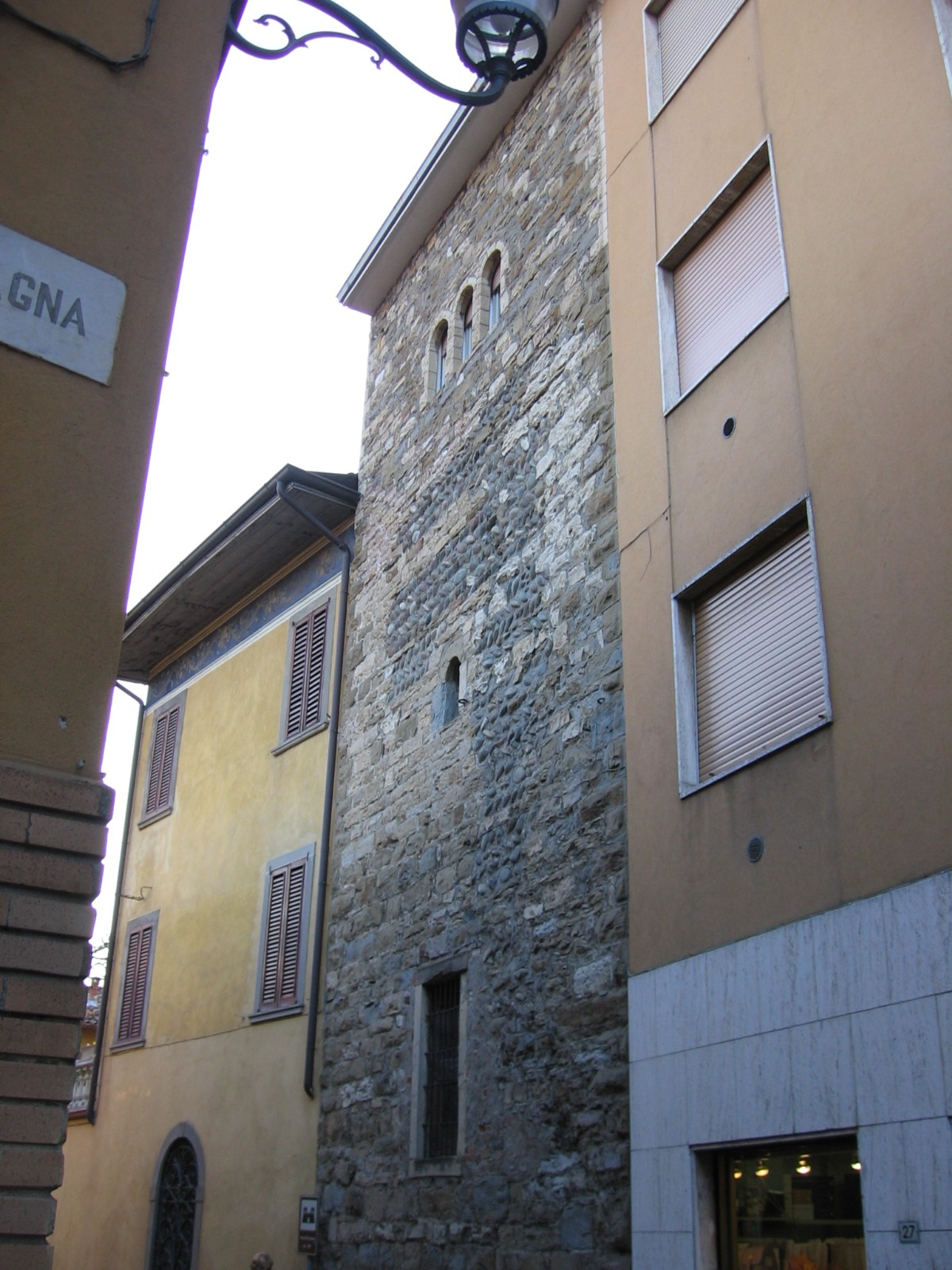
La torre della Piazza

Ben presto comunque l'autorità vescovile cominciò a rivelarsi opprimente per i borghi che richiedevano una sempre maggiore autonomia: tra il XII ed il XIII secolo il borgo riuscì ad emanciparsi, redigendo quindi una serie di statuti ed ordinamenti ed ergendosi a comune autonomo posto sotto il controllo della città di Bergamo, che inserì Villa di Serio nella circoscrizione denominata “Facta della porta di Sant'Andrea”.
Questa nuova condizione permise al comune di gestire in autonomia lo sfruttamento dei boschi e dei pascoli, di poter definire confini amministrativi e viabilità e di organizzare liberamente il culto.
A questo si aggiunse anche l'utilizzo delle acque sia del fiume Serio che della roggia, oggi conosciuta con il nome di Borgogna, che permetteva di soddisfare i bisogni delle campagne della pianura bergamasca orientale. Il comune, come riportato dagli Statuti della città di Bergamo redatti nel 1265, era retto da un proprio console, eletto dai capifamiglia e scelto tra le personalità più importanti del paese, ed adottò lo statuto della Valle Seriana.
Sul finire dell'epoca medievale il paese cominciò ad assumere una fisionomia ben delineata, simile a quella attuale. Era fiorente l'industria della lana, ed erano presenti due chiese: quella di santo Stefano, documentata dalla seconda metà del XIII secolo e situata nel borgo a tergo del corso della roggia Borgogna, ed il santuario di santa Maria dei Campi, discosto dall'abitato in zona Nord.
Tuttavia cominciarono a verificarsi attriti tra gli abitanti, divisi tra guelfi e ghibellini, che raggiunsero livelli di recrudescenza inauditi. Villa, così come gran parte dei centri vicini, venne a trovarsi tra i domini guelfi, tanto da essere vittima a più riprese degli attacchi ghibellini.
Tra il 1378 ed il 1440 il borgo fu attaccato tre volte e vittima di devastazioni, con edifici rasi al suolo, feriti, morti e prigionieri. Quest'epoca ha lasciato alcuni resti nel vecchio borgo, che si sviluppa attorno all'attuale via Papa Giovanni XXIII: tra queste i resti di una struttura difensiva di cui si può ammirare il portico e la torre della piazza, risalente al XIV secolo ed ora inserita in un edificio civile.

### La Repubblica di Venezia

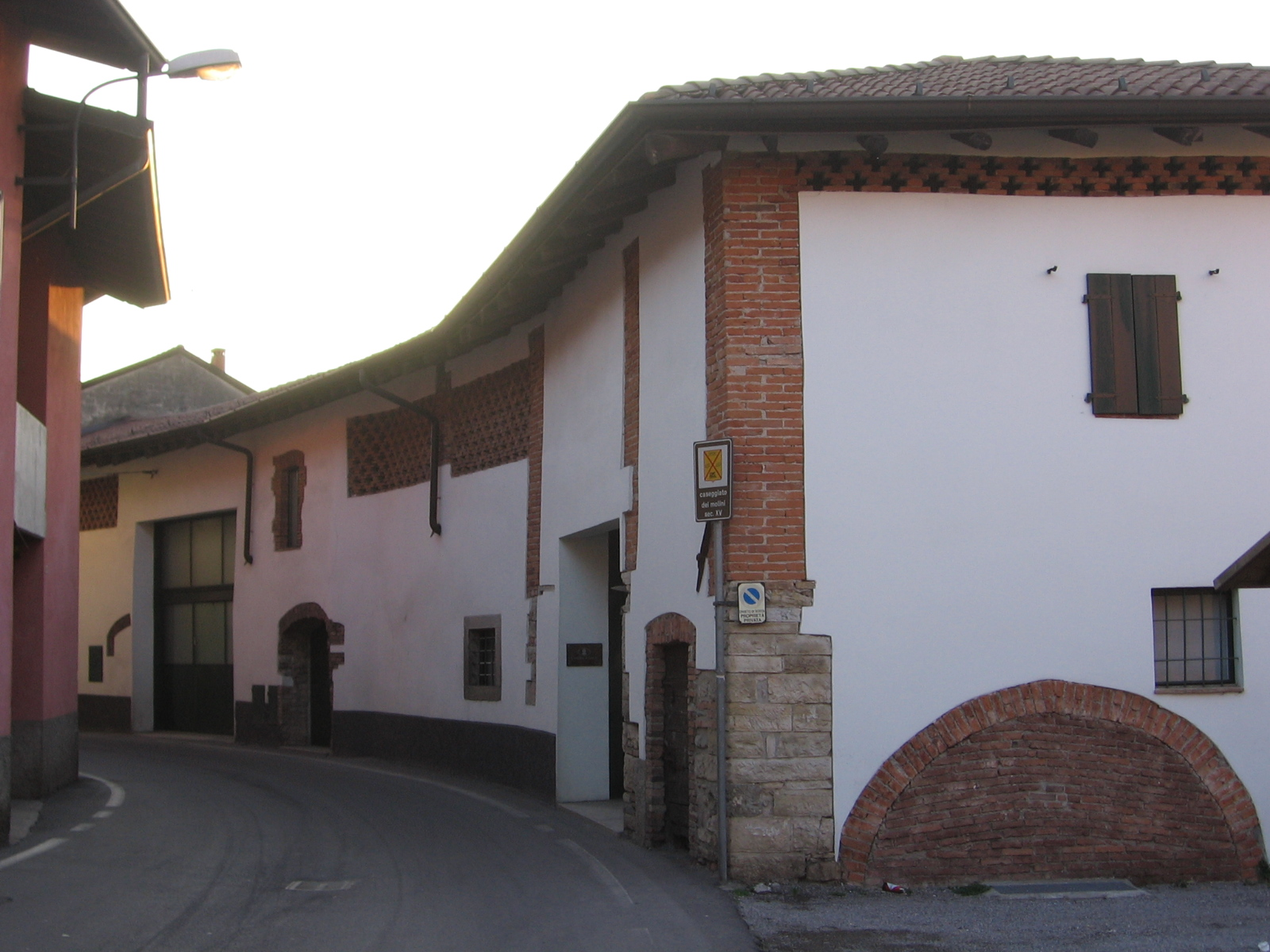
La casa dei molini, risalente al XV secolo

Il nuovo secolo iniziò con le dispute per il controllo della zona tra Ducato di Milano e Repubblica di Venezia, con il paese decisamente schierato dalla parte dei veneti. La situazione si definì nel 1428, quando la Serenissima ebbe il sopravvento. Questa decise di eliminare tutte le fortificazioni, con le torri che furono utilizzate come abitazioni, dando il via ad un periodo di tranquillità in cui l'intera zona riprese a prosperare, anche grazie alla diminuzione della pressione fiscale ed alla maggiore autonomia. Venne ampliata la roggia Borgogna, ad opera del condottiero Bartolomeo Colleoni, si svilupparono ulteriormente i commerci e vi fu nuovo impulso per l'agricoltura, l'allevamento e la produzione della lana, situazione che favorì lo sviluppo della piccola imprenditoria tessile.
Lo sviluppo proseguì anche nei successivi decenni, con la popolazione che, come riportato nella relazione del comandante veneto Giovanni Da Lezze, crebbe fino a raggiungere 264 unità nel 1596 e 360 della fine del XVIII secolo, nonostante tra queste due date vi fu l'ondata di peste di manzoniana memoria, che tra il 1629 ed il 1631 dimezzò la popolazione, uccidendo 150 persone su un totale di circa 300.
La quasi totalità degli abitanti svolgeva mansioni legate all'agricoltura, anche se cominciò a svilupparsi una nuova classe sociale benestante.
L'abitato era composto da numerose contrade: da nord verso sud si trovavano Cima Villa, Barzaga, Molini, Castagna (conosciuta anche come contrada delle Torri), Ripa, Rasga, Riglesso, San Bernardino e Rillo. Il miglioramento delle condizioni di vita è facilmente intuibile dal fatto che molte persone dei paesi vicini cominciarono ad immigrare a Villa di Serio, creando malumori tra i residenti al punto che in un'assemblea comunale del XVIII secolo l'ordine del giorno fu incentrato sulla possibilità di far pagare una tassa ai nuovi arrivati.

### Dall'avvento di Napoleone fino ai giorni nostri

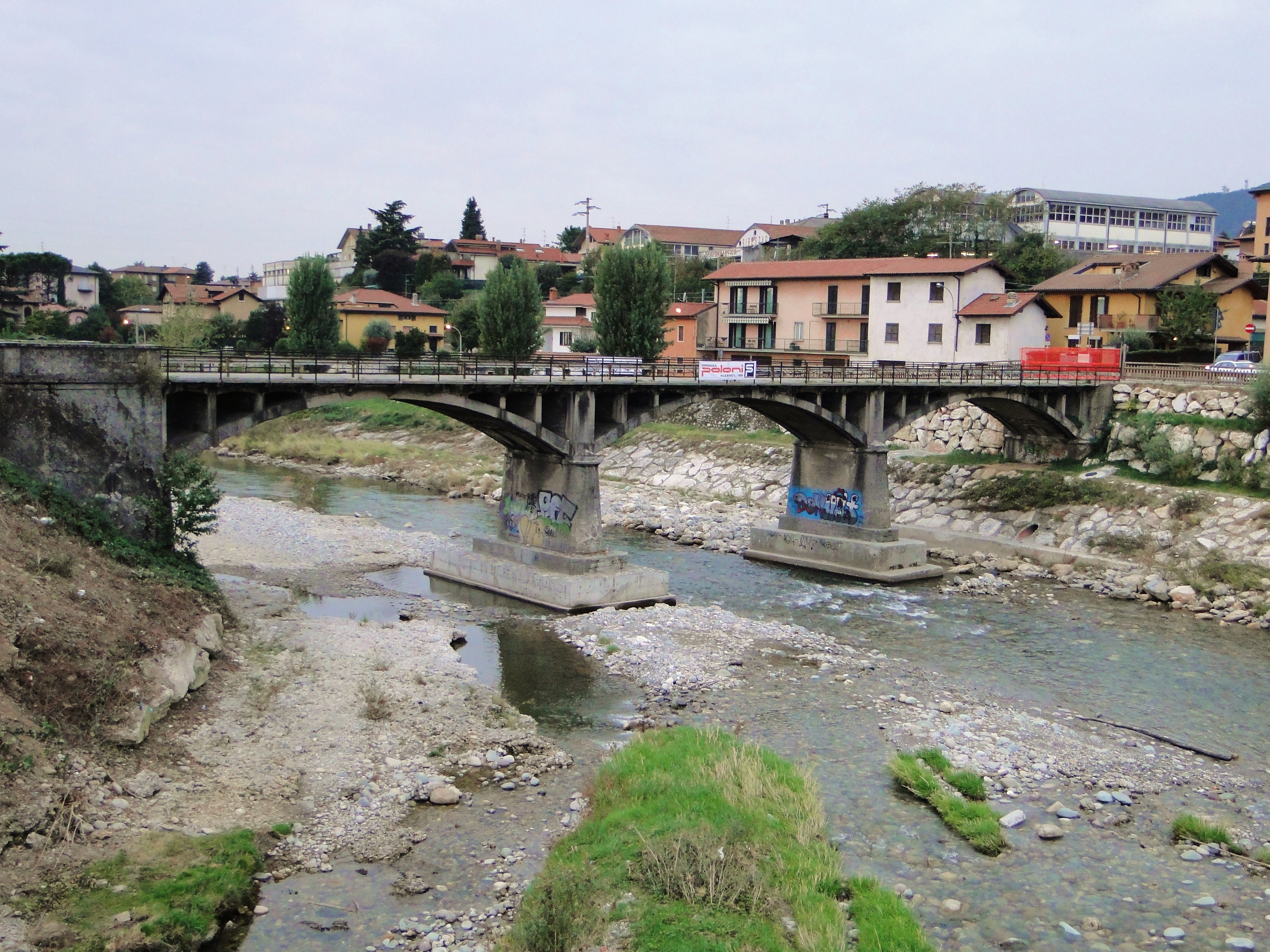
Il ponte sul Serio, edificato nel 1915

A livello politico il paese, così come l'intera provincia, in seguito al trattato di Campoformio del 1789, fu assoggettata alla napoleonica Repubblica Cispadana. Questa nel 1809, nell'ambito di un'ampia opera di riorganizzazione delle realtà comunali, aggregò amministrativamente Villa di Serio alla città di Bergamo. Tuttavia nel 1816, in seguito al passaggio della zona all'austriaco Regno Lombardo-Veneto, il comune riacquisì la propria autonomia amministrativa.
In quegli anni la popolazione crebbe in modo considerevole, passando dai 573 abitanti del 1805 ai 974 del 1853, raggiungendo quota 1402 nel 1901. Il tutto anche grazie all'incremento dell'offerta lavorativa: nell'agricoltura vennero intensificate le colture di vite e foraggi in collina e di grano e frumento al piano, con un enorme sviluppo della bachicoltura, mentre l'industria e l'artigianato videro lo sviluppo di nuove attività.

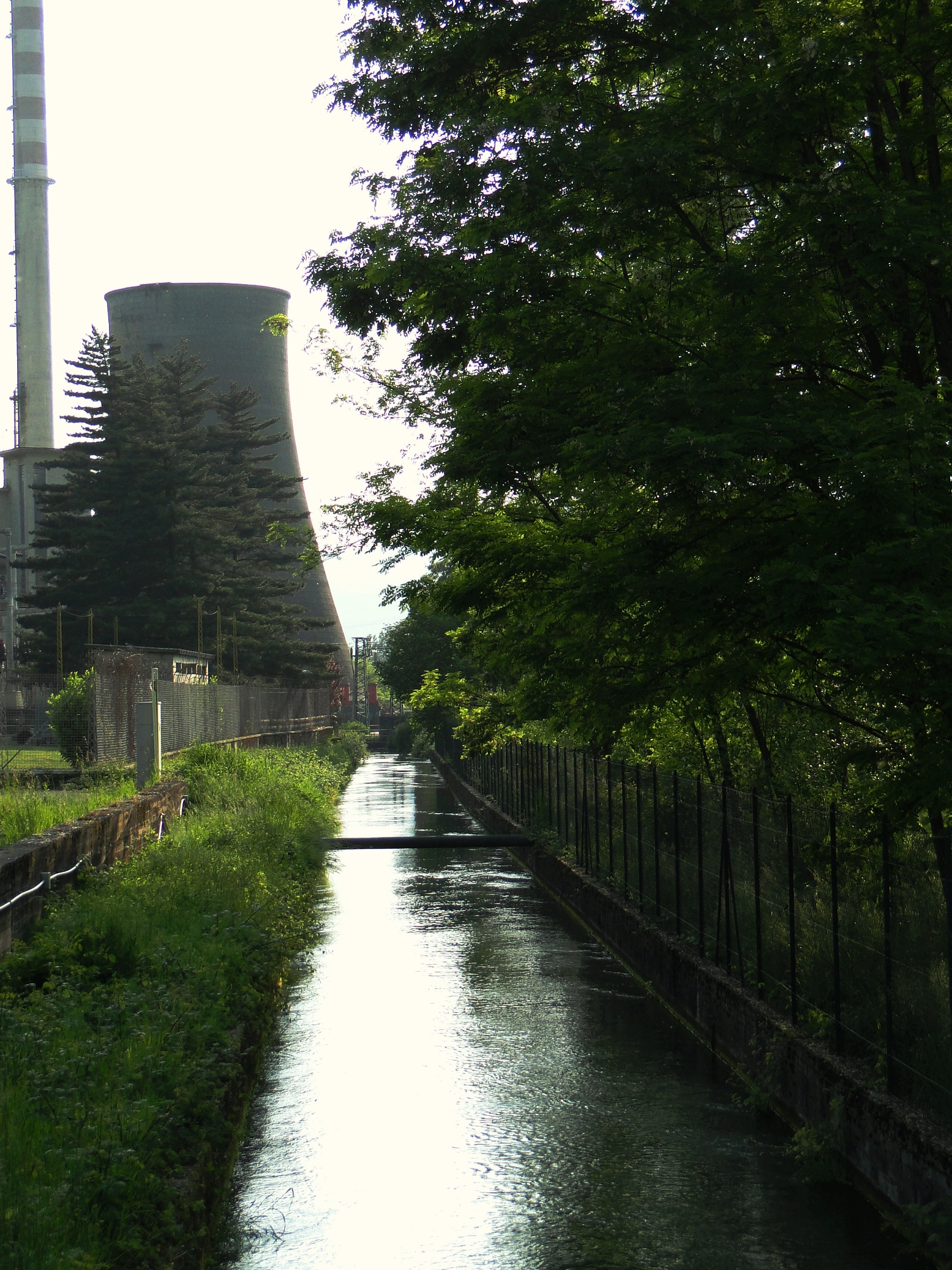
La roggia Borgogna e la centrale termoelettrica "Italgen"

Su tutte spiccano i magli e i mulini lungo la roggia Borgogna, la nascita di due filande e la cava di pietre sul monte Bastia, proprio sulla linea di confine con Scanzo. Quest'ultima, fondata nel 1864 dall'ingegner Giuseppe Piccinelli, in breve si convertì in fabbrica di cemento, la prima in Italia, ampliandosi nel corso degli anni fino a diventare, dopo ulteriori fusioni ed acquisizioni, leader a livello nazionale con il nome di Italcementi.
Momento importante fu quello tra il 1905 ed il 1915, quando venne costruito il ponte sul Serio che permetteva il collegamento con Alzano, fino a quel momento raggiungibile soltanto mediante una piccola passerella a pagamento (conosciuta con il nome di ponte Pagliarolo, per via del cognome dei suoi gestori).
Negli anni della seconda guerra mondiale notevole importanza ebbe Antonio Cavalli, appartenente ad una delle famiglie più note del paese, dal momento che il padre Pietro fu sindaco quasi ininterrottamente dal 1890 al 1918, ruolo poi ricoperto anche dal fratello Giulio per due mandati negli anni cinquanta.
Dopo aver aderito al movimento partigiano, all'interno del quale prese il comando delle Brigate del Popolo con lo pseudonimo di Comandante Granata, partecipò in prima persona alla liberazione di Bergamo, città della quale due giorni più tardi venne nominato sindaco della Liberazione. L'anno successivo venne poi eletto deputato all'Assemblea Costituente, quindi deputato nella I legislatura repubblicana, ed infine nominato Sottosegretario di Stato all'Industria e Commercio, ruolo mantenuto per due mandati.
Nel referendum istituzionale del 2 giugno 1946 a Villa di Serio si ebbero i seguenti risultati: per la Repubblica 733 voti (64,4%), per la Monarchia 405 voti (35,6%).
Nella seconda parte del secolo il comune fu soggetto ad un tumultuoso sviluppo urbanistico, sociale ed economico. La popolazione difatti crebbe in modo esponenziale raggiungendo numeri inimmaginabili solo qualche decennio prima: al censimento del 1901 gli abitanti erano 1402, cifra triplicata nel 1961, mentre un solo ventennio dopo avevano raggiunto quota 3952.
Il vero boom avvenne nei due decenni successivi, in seguito ad un'imponente cementificazione del territorio in direzione di Scanzorosciate, che fece lievitare i residenti a 5162 nel 1991 e a 6600 nel 2011, con un conseguente snaturamento del territorio del fondovalle.

### Simboli
Lo stemma e il gonfalone sono stati concessi con decreto del presidente della Repubblica dell'8 luglio 2021 che modifica il D.P.R. di concessione del 23 febbraio 1952 dove lo stemma era blasonato: d'oro, alla croce di Sant'Andrea diminuita, di rosso, accostata in capo da motto SPQR, in caratteri lapidari di nero, nel fianco destro e sinistro da un gruppo di sassi al naturale, e in punta dal leone alato.
Lo stemma riporta una croce di S. Andrea poiché Villa di Serio nel Medioevo apparteneva alla faggia
di Sant'Andrea. La croce è accantonata: dalla sigla S.P.Q.R. riferita all'antica Roma, a cui la tradizione fa risalire le origini del paese; dal leone di San Marco che ricorda l'appartenenza alla Repubblica di Venezia; a destra e a sinistra da un gruppo di sassi, simbolo del martirio del patrono santo Stefano e riferimento alla cava di pietra per il cemento.
Il gonfalone è un drappo di giallo.

## Monumenti e luoghi d'interesse

### Architettura religiosa

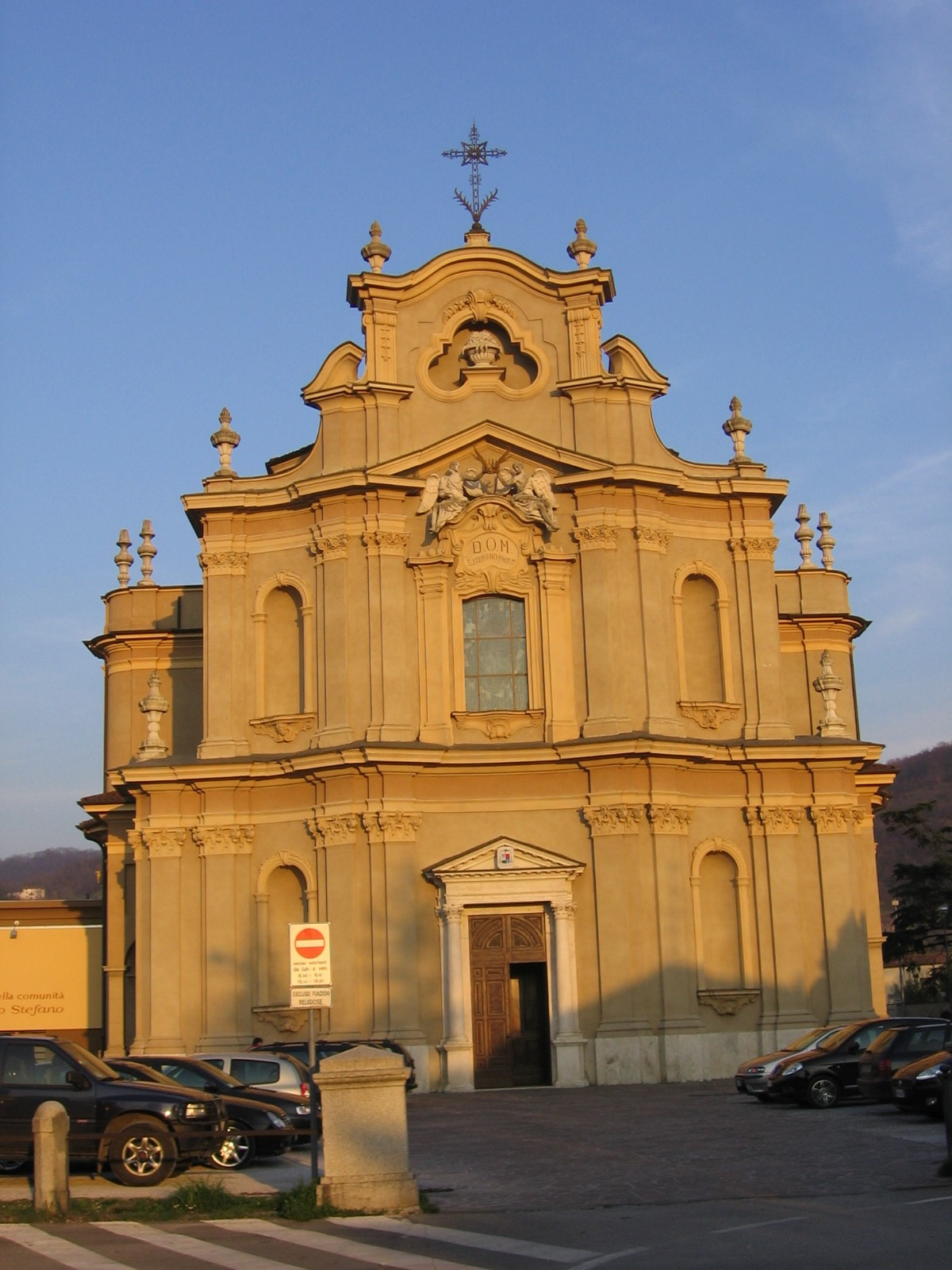
Prepositurale Santo Stefano Protomartire

In ambito religioso, la struttura più importante è la chiesa parrocchiale dedicata a santo Stefano protomartire. La sua esistenza è documentata già dall'anno 1282, quando era posta frontalmente a quella poi ricostruita a ridosso del ponte sulla roggia Borgogna, chiamato appunto Pons San Stephani. Venne riedificata una prima volta nel corso del XV secolo, terminata nel 1489 e consacrata nel 1503, e una seconda volta nel XVIII secolo, tra il 1755 ed il 1760, in stile barocco su progetto dell'architetto Luca Lucchini.
Ampliata ulteriormente tra il 1927 ed il 1928 per far fronte alle esigenze della popolazione in continuo aumento, assunse la definitiva fisionomia in seguito ai restauri terminati nel 1992.
All'interno sono conservati pregevoli affreschi del XVI secolo, strappati dalle pareti della chiesa antica, tra i quali spicca la Natività di Gian Paolo Cavagna, santo Stefano in Gloria di Enea Salmeggia, episodi della vita di san Rocco di Giovanni di Jacopo da Poscante, la Natività di Giovanni Cariani ed uno stendardo, posto nella sagrestia, del Cristo risorto opera di Giovan Battista Moroni.

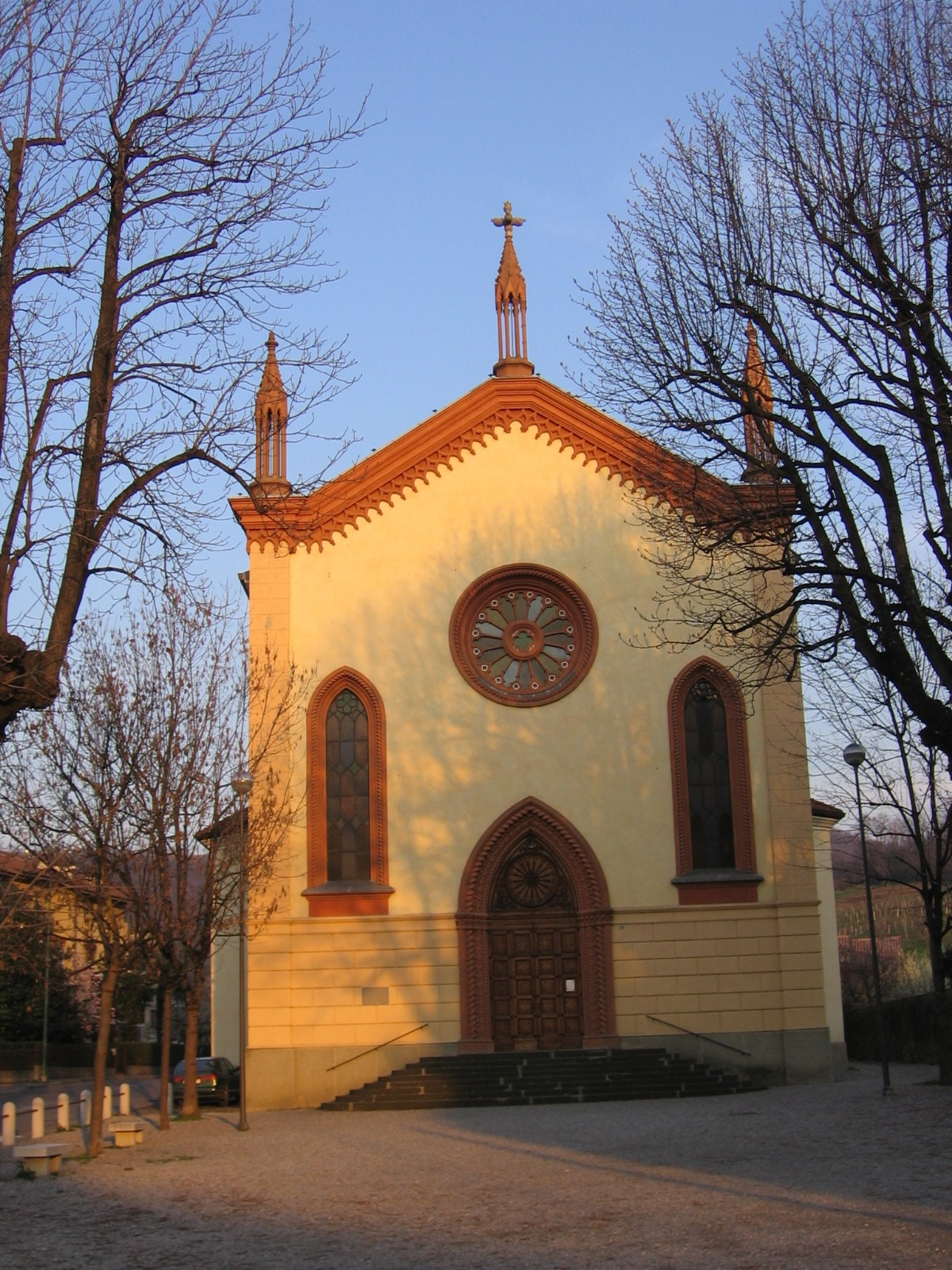
Il santuario della Beata Vergine del Buon Consiglio

Risalenti al XVIII secolo sono invece le tre medaglie dipinte da Vincenzo Angelo Orelli, il gruppo scultoreo della Pietà posto sull'altare della Beata Vergine Addolorata realizzato da Giovanni Sanz, l'affresco di Domenico Quaglio (santo Stefano in Gloria) e quelli di Federico Ferrari, che decorano la cupola e i quattro pennacchi. Infine degna di nota è la vetrata raffigurante il Cristo risorto posta sulla finestra centrale, opera di Trento Longaretti.
Adiacente alla chiesa parrocchiale sorge la cappella di San Lorenzo, un edificio realizzato nel 1768 e restaurato agli inizi degli anni ottanta del XX secolo.
A poche decine di metri, ai margini della contrada Ripa, si trova anche la chiesa di san Bernardino che, edificata nel 1505, originariamente ospitava la confraternita dei disciplini. La struttura, con una sola navata suddivisa in tre campate, presenta il proprio ingresso rivolto verso la strada che attraversa il centro storico, con una copertura esterna in opus spicatum e un portale trabeato, sopra al quale si trova un rosone contornato da muratura in laterizio. Attualmente è inserita nel complesso dell'oratorio del paese.
Grande importanza ricopre inoltre il santuario della Beata Vergine del Buon Consiglio, posto lungo la strada che conduce fuori dal paese in direzione nord. Originariamente posto in posizione esterna rispetto all'abitato, venne costruito nel 1904 in prossimità di un altro edificio sacro, il santuario di Santa Maria in Campis, divenuto ormai troppo piccolo per le crescenti esigenze religiose della comunità villese e risalente ad un periodo compreso tra il XIV ed il XV secolo. Edificata in stile gotico lombardo, presenta una facciata esterna in cui trovano spazio una breve scalinata con gradini in pietra di Sarnico ed un rosone contornato in pietra color rosso mattone. L'interno si struttura in tre navate dotate di tre campate ciascuna, con opere di buon pregio, tra cui due tele di Enea Salmeggia.
Si segnala la infine la chiesa parrocchiale della frazione Rinnovata (frazione riunita in parrocchia con Gavarno, borgata di Nembro) che, dedicata a papa Giovanni XXIII, sorge su una piccola altura nei pressi del corso del torrente Gavarnia. Costruita nel 1995 e consacrata nel 2000, è dotata di forme moderne ed assume l'aspetto simile ad una tenda con l'esterno rivestito in pietra chiara ed il campanile che svetta in altezza.

## Architettura civile

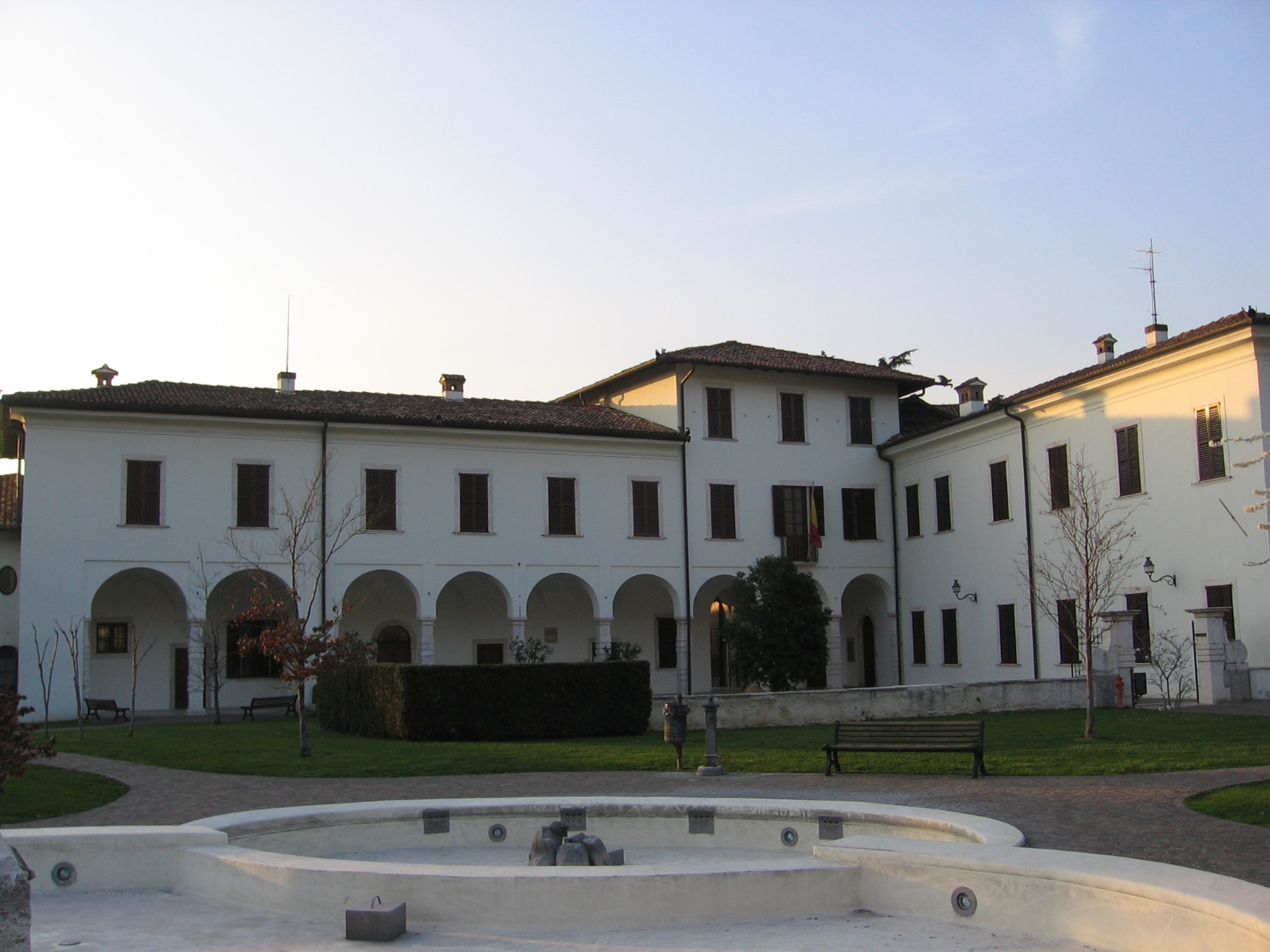
Villa Carrara, ora sede comunale

In ambito civile, il principale edificio è senza dubbio la villa Carrara. Collocata nel centro storico, nella contrada detta "del Pozzo" in quella che attualmente è via Papa Giovanni XXIII, può contare su un'estensione di 1.971 metri quadrati disposti su tre piani. A questi vanno aggiunti 5.000 metri quadrati del giardino ed ulteriori 1.200 dell'attigua casa rurale e del cortile.
Il nucleo primitivo, posto ad Est del complesso, risale al periodo tardo-medievale, quando la struttura aveva connotazioni prettamente rurali. Verso la fine del XV secolo, l'edificio venne acquistato dalla nobile famiglia dei Martinengo, che lo ristrutturò e lo rese abitazione del proprio rampollo Filiberto.
Sul finire del XVII secolo la villa passò alla famiglia Bonasi, che la ampliò fino a renderla comprensiva di tre blocchi abitativi. Nella corte, posta ad Ovest, erano ubicate le case dei contadini, mentre la residenza dei proprietari era posta nell'edificio centrale, con struttura ad L, della quale un braccio, posto presso l'ingresso, aveva tre piani, mentre l'altro due. Il tutto con decorazioni e numerosi porticati sormontati da volte.
Ai Bonasi nel 1733 subentrarono gli Angelini: da un ramo di questa famiglia, nei primi anni del XIX secolo, la proprietà passò alla famiglia Carrara fino al 1978 anno in cui morì l'ultima discendente, che donò il complesso al Patronato san Vincenzo. Dopo anni di abbandono, la struttura venne acquisita nel 1990 dall'amministrazione comunale che la ristrutturò e vi collocò, tra le altre, la sede municipale e la biblioteca.
Di particolare interesse sono anche Villa Pelliccioli-Meucci, edificata nel 1693 e situata fuori dal centro abitato, ed il nucleo abitativo posto tra le vie Locatelli e papa Giovanni XXIII. Quest'ultimo borgo conserva il proprio impianto originale, con edifici medievali quali la torre della piazza, la casa dei mulini, i resti di una fortificazione in via Castagna, ma anche numerose costruzioni addossate le une alle altre, ricoperte da sassi borlanti e con stretti vicoli, tra cui il Riglesso.
In ambito rurale, meritano menzione anche i numerosi cascinali che costellano il territorio villese. Tra questi, le cascine Artifoni, Pasini, Fontana, Frana e Pigna che, poste per lo più in posizione collinare, mantengono le caratteristiche di quelle che erano le abitazioni rurali dei secoli scorsi.

### Percorsi naturalistici

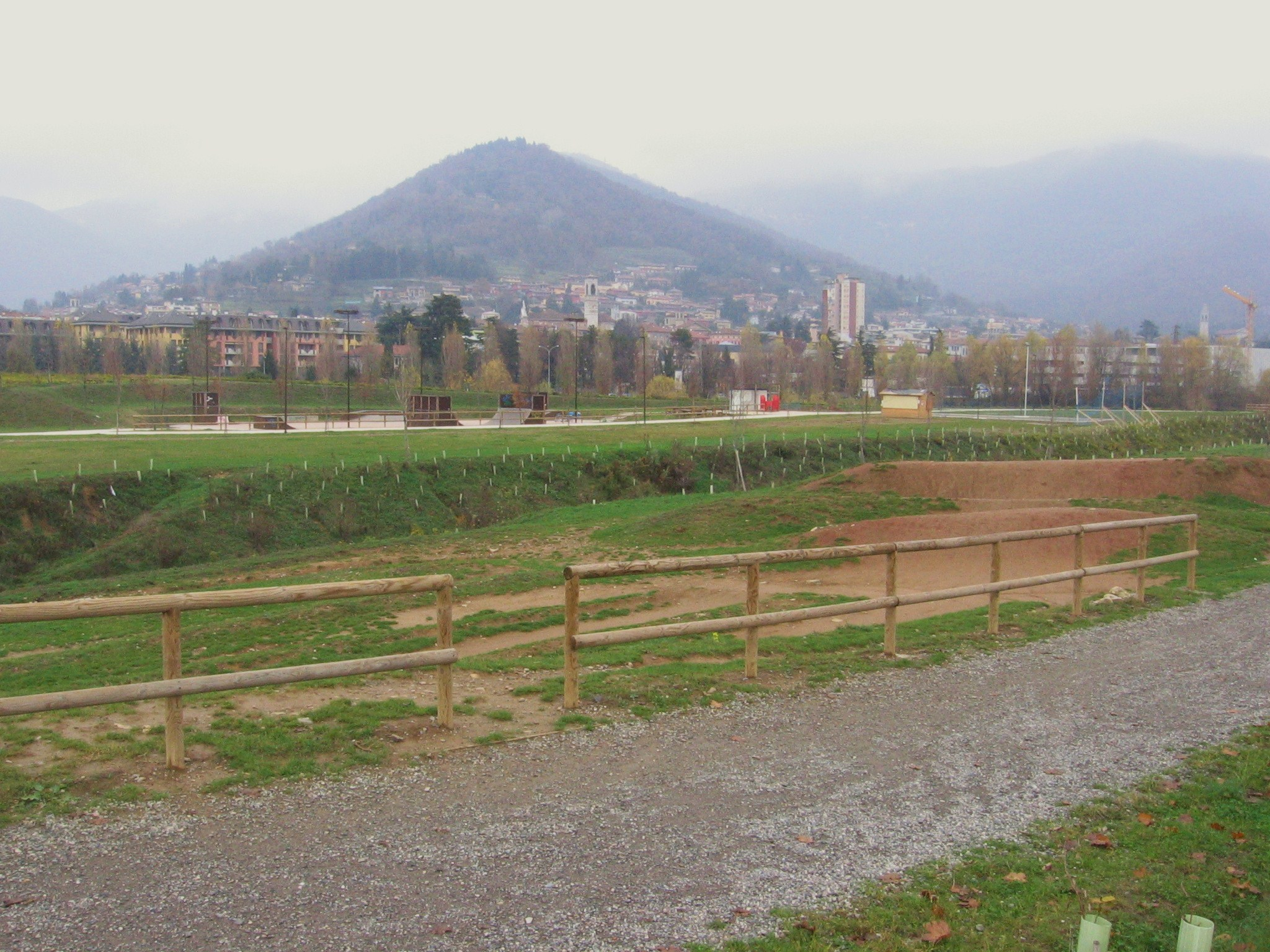
Il parco fluviale lungo il fiume Serio

Il territorio di Villa di Serio, pur appartenendo ad una zona densamente popolata, offre numerose possibilità per chi volesse stare a contatto con la natura. Negli ultimi anni infatti si sono moltiplicate le iniziative per rivalorizzare gli spazi verdi presenti, che hanno permesso alla popolazione di ritornare a scoprire angoli suggestivi.
In primo luogo lungo il corso del fiume Serio si è assistito sia alla costruzione della Ciclovia della Valle Seriana che alla costituzione del Parco del Serio Nord, due realtà strettamente connesse nei terreni alluvionali del fiume stesso, area che va dalle bocche di presa della roggia Borgogna al ponte che collega il paese con Alzano, fino alle distese nella zona sud-est del territorio comunale. In questo lembo di terra sono sorti numerosi spazi volti alla valorizzazione ambientale in cui è possibile svolgere attività sportive quali skateboard e BMX con relative apposite attrezzature, ed un centro sportivo, attiguo al quale si trova il "Parco del volontariato", area con percorsi didattici in cui è stata posta la scultura di arte industriale "Struttura OMCN - Iterruttore Italgen", realizzata da Francesco Lussana in collaborazione con due delle maggiori realtà industriali presenti sul territorio villese.
Inoltre nella zona dei colli si è assistito ad un grande intervento di ripristino dei sentieri e delle realtà naturalistiche, sfociate poi nella creazione di un Parco locale di interesse sovracomunale che comprende il monte Bastia ed il monte del Roccolo.

Di grande interesse, all'interno di quest'area, è il sentiero denominato "Carrezzola", identificato anche con il segnavia del CAI numero 509. Si tratta di un'antica mulattiera utilizzata fin dai secoli scorsi, che sale dall'abitato di Villa di Serio, percorre la val Capla e raggiunge il passo del Cagnolo, piccolo valico che permette il collegamento con Scanzorosciate, da cui poi percorre il crinale dei monti Bastia e del Roccolo.

## Società

### Evoluzione demografica
Abitanti censiti

## Amministrazione
| Periodo        | Periodo        | Primo cittadino     | Partito                   | Carica  | Note                                                        |
| -------------- | -------------- | ------------------- | ------------------------- | ------- | ----------------------------------------------------------- |
| 1890           | 1918           | Pietro Cavalli      |                           | Sindaco |                                                             |
| 1918           | 1925           | Antonio Gambirasio  |                           | Sindaco |                                                             |
| 1945           | 1951           | Colombo Madonna     |                           | Sindaco |                                                             |
| 1951           | 1964           | Giulio Cavalli      |                           | Sindaco |                                                             |
| 1964           | 1975           | Guglielmo Morotti   |                           | Sindaco |                                                             |
| 1975           | 1981           | Vittorio Rocchi     |                           | Sindaco |                                                             |
| 1981           | 1993           | Giuseppe Bergamelli |                           | Sindaco |                                                             |
| 1993           | 1995           | Francesco Cornolti  |                           | Sindaco |                                                             |
| 1995           | 1999           | Francesco Cornolti  |                           | Sindaco | Eletto direttamente in base alle Leggi n. 81 e 415 del 1993 |
| 1999           | 2004           | Francesco Cornolti  |                           | Sindaco | Eletto direttamente in base alle Leggi n. 81 e 415 del 1993 |
| 14 giugno 2004 | 8 giugno 2009  | Mario Morotti       | lista civica "Villaperta" | Sindaco | Eletto direttamente in base alle Leggi n. 81 e 415 del 1993 |
| 8 giugno 2009  | 25 maggio 2014 | Mario Morotti       | lista civica "Villaperta" | Sindaco | Eletto direttamente in base alle Leggi n. 81 e 415 del 1993 |
| 25 maggio 2014 | 2024           | Bruno Raimondo Rota | lista civica "Villaperta" | Sindaco | Eletto direttamente in base alle Leggi n. 81 e 415 del 1993 |

### Gonfalone e stemma

Lo stemma di Villa di Serio

Il gonfalone consiste in un drappo rettangolare, del colore di uno o di tutti gli smalti dello stemma. Il drappo è sospeso mediante un bilico mobile ad un'asta ricoperta di velluto dello stesso colore, con bullette poste a spirale, e terminata in punta da una freccia, sulla quale sarà riprodotto lo stemma, e sul gambo il nome dell'ente. Il gonfalone ornato e frangiato è caricato, nel centro, dello stemma del Comune, sormontato dall'iscrizione centrata (convessa verso l'alto) dell'ente medesimo. Per prassi invalsa le parti metalliche, così come i ricami, i cordoni, l'iscrizione e le bullette a spirale del gonfalone devono essere argentate per gli stemmi dei comuni.
Lo stemma di Villa di Serio, nei colori oro e rosso, è diviso in quattro parti dalla croce di Sant'Andrea (Villa di Serio nel Medioevo apparteneva alla faggia di Sant'Andrea); in lato vi è lo stemma di Roma a cui la tradizione fa risalire le origini del paese; in basso il Leone di San Marco che ricorda l'appartenenza di Villa di Serio alla repubblica di Venezia; a destra e a sinistra un gruppo di sassi (i sassi sono il simbolo del martirio di Santo Stefano patrono dei Villesi e del fiume Serio sulla cui riva è stato costruito il paese e della cava di pietra per il primo cemento italiano).
Lo Stemma comunale è poi completato da una corona senza torri che, nell'araldica italiana, è tipica dei Comuni. Questa corona è formata da una cerchia di mura aperta da quattro pusterle (tre visibili), con due cordonate a muro sui margini, sostenente una cinta, aperta da sedici porte (nove visibili), ciascuna sormontata da una merlatura a coda di rondine, il tutto d'argento e murato di nero.

## Eventi
Dall'anno 2002, Villa di Serio ospita una manifestazione musicale denominata Rock sul Serio, che si svolge tutte le estati presso il campo sportivo. Con il passare degli anni il festival cresce in importanza e dimensione, attirando persone da tutta la regione.
Un altro evento culturale di rilievo a Villa di Serio è Cortovillese, un festival annuale dedicato ai cortometraggi. Organizzato dalla associazione culturale Traiettorie Instabili, Cortovillese si svolge presso il Cineteatro "Don Bosco" e vanta il supporto del Comune di Villa di Serio e del Credito Bergamasco. La rassegna offre una piattaforma per i filmaker emergenti e include una sezione dedicata ai giovani studenti. L'ultima edizione registrata si è tenuta il 22 novembre 2019.

## Sport
Il 14 ottobre 2024, la sezione di atletica della Polisportiva Villese, una delle sezioni più antiche del territorio bergamasco, sigla l’inizio di un progetto che coinvolgerà anche la sezione di atletica di Scanzorosciate. Il progetto, denominato Diapason, costituisce un tassello fondamentale per la crescita e la formazione di atleti e istruttori di entrambe le realtà sportive.

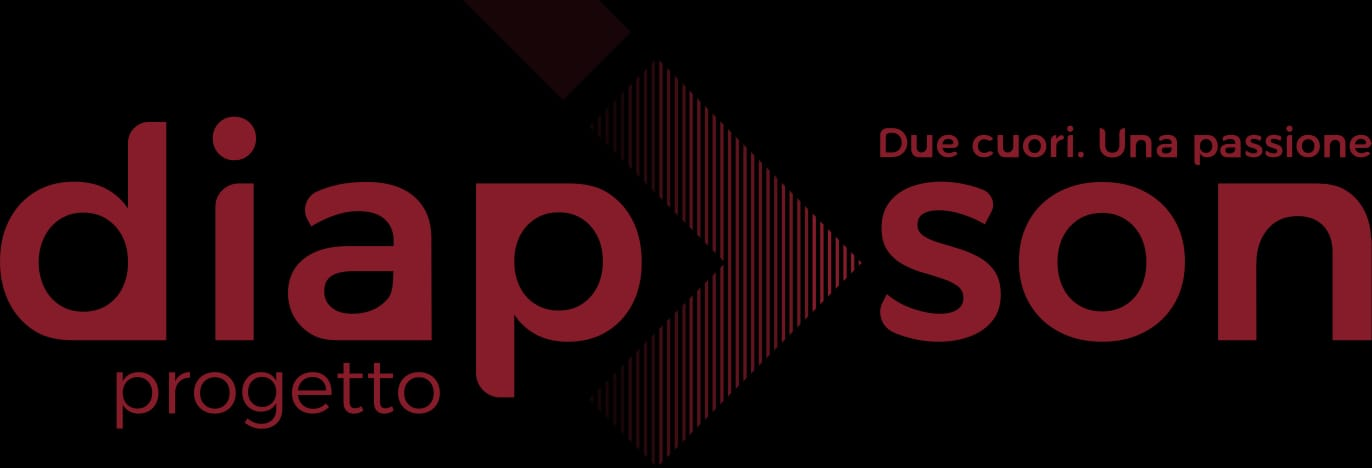
A logo of Diapason Project

## Curiosità
Il paese ha dato i natali al celebre cantante Immanuel Casto.
Agli inizi degli anni 2000, Villa Carrara ha ospitato i server di una delle prime web radio di Bergamo e provincia, denominata Radioattivo. In parallelo, è stato istituito un hacklab didattico. Questi progetti sono stati sostenuti e mantenuti per diversi anni dal Comune di Villa di Serio, con il supporto tecnico dell'Associazione Culturale LuciAlNeon  Queste iniziative hanno avuto un ruolo significativo nell'innovazione tecnologica e culturale della località, evidenziando l'impegno della comunità nella promozione delle arti e della tecnologia.